# Jacques Larue-Langlois
Jacques Larue-Langlois est un journaliste et un militant socialiste et indépendantiste québécois, né le 23 novembre 1934 et mort le 18 juin 2001. 

## Biographie
Il dirigea le Mouvement pour le désarmement nucléaire et la paix, puis fonda en 1966 un Comité d'aide pour soutenir Pierre Vallières et Charles Gagnon, arrêtés peu de temps auparavant à New York pour une manifestation en faveur de l'indépendance du Québec. Bien que son engagement radical ne l'amena jamais à entreprendre des actions violentes, il fut assimilé au Front de libération du Québec et licencié par son employeur, Radio-Canada, en 1968. Il fonda alors l'Agence de presse libre du Québec. Arrêté pendant la Crise d'octobre, il a été emprisonné pendant quatre mois et accusé de «conspiration séditieuse» en compagnie de quatre coaccusés (Michel Chartrand, Pierre Vallières, Charles Gagnon, Robert Lemieux). Il a tiré de son expérience le recueil de poésie Plein cap sur la liberté. Il a ensuite enseigné le journalisme à l'UQAM, où une salle de presse située au 4e étage du pavillon Judith-Jasmin porte son nom, et collaboré au Devoir comme critique de théâtre, puis à l'aut'journal.